# Thomas Kirkwood
Thomas Kirkwood, né en 1951 à Durban en Afrique du Sud, est un biologiste britannique connu pour avoir introduit la théorie dite du soma jetable, qui vise à expliquer les origines évolutionnistes du vieillissement.